# Amadas e Violentadas
Amadas e Violentadas é um filme brasileiro de 1976, do gênero policial, dirigido por Jean Garrett e produzido por David Cardoso. Foi uma das dez maiores bilheterias entre os filmes nacionais no ano de seu lançamento.

## Sinopse
Leandro é um jovem rico que sofre de trauma pelas mortes violentas dos pais e não consegue se relacionar sexualmente com mulheres. Sem evitar encontros, ele começa a matar suas acompanhantes e escreve os assassinatos em livros policiais de sucesso que são apoiados pelo editor Foster. Quando mata a secretária e o amante dela, um detetive policial e uma jornalista suspeitam dele e começam a investigá-lo e segui-lo. Enquanto isso, Leandro encontra a adolescente órfã Marina, perseguida por uma seita satânica, e a leva para sua casa isolada, onde vive com os empregados Carmem e Jorge. Leandro e Marina se apaixonam mas o escritor reluta em manter um relacionamento temendo sua compulsão de matar.[carece de fontes?]

## Elenco
- David Cardoso… Leandro
- Fernanda de Jesus...Marina
- Márcia Real...Carmem
- Américo Taricano...Foster
- Zélia Diniz
- Luiz Carlos Braga...policial
- Arlete Moreira...Marisa
- Sônia Garcia...Frinéia, a fotógrafa
- Cavagnoli Neto...Jorge
- Norah Fontes...diretora do orfanato
- Francisco Cúrcio...pai

## Recepção
Marcelo Müller após revisar o filme para o Papo de Cinema publicou sua crítica: "O resultado é um exemplar acima da média para os parâmetros da época, marcado menos pelo sexo enquanto ato que por sua força simbólica, por seu papel essencial à estrutura da psique."